# Slovenska popevka 2011
Slovenska popevka 2011 je potekala 18. septembra 2011 v Studiu 1 Televizije Slovenija, prireditev pa je vodil Sašo Hribar. Veliko nagrado strokovne žirije za najboljšo skladbo v celoti je prejel Rudi Bučar s pesmijo Naj traja.

## Nastopajoči
| #   | Izvajalec      | Naslov pesmi   | Avtor glasbe                            | Avtor besedila                          | Aranžer                         | Uvrstitev |
| --- | -------------- | -------------- | --------------------------------------- | --------------------------------------- | ------------------------------- | --------- |
| 1.  | Boštjan Dermol | Lorelei        | Boštjan Dermol                          | Boštjan Dermol, Teodor Amanovič         | Aleš Avbelj                     | 9.        |
| 2.  | Matjaž Jelen   | Sam            | Anton Krkovič                           | Anton Krkovič                           | Patrik Greblo                   | 7.        |
| 3.  | Nuška Drašček  | Prebujena      | Rok Golob                               | Katarina Habe                           | Rok Golob                       | 5.        |
| 4.  | Bilbi          | Drobne slike   | Maja Pihler Stermecki, Gregor Stermecki | Maja Pihler Stermecki, Gregor Stermecki | Primož Grašič                   | 11.       |
| 5.  | Rudi Bučar     | Naj traja      | Rudi Bučar                              | Leon Oblak                              | Aleš Avbelj                     | 12.       |
| 6.  | Lea Likar      | Ne sanjaj kril | Žiga Bižal                              | Žiga Bižal                              | Gregor Forjanič                 | 4.        |
| 7.  | Cole Moretti   | 205 korakov    | Vojko Sfiligoj                          | Leon Oblak                              | Primož Grašič                   | 10.       |
| 8.  | Regina         | Tebe ni        | Aleksander Kogoj, Damjan Pančur         | Feri Lainšček                           | Lojze Krajnčan                  | 6.        |
| 9.  | Anika Horvat   | In situ        | Marino Legovič                          | Damjana Kenda Hussu                     | Gregor Forjanič                 | 8.        |
| 10. | Slavko Ivančić | Danes je dan   | Gaber Radojević                         | Drago Mislej - Mef                      | Lojze Krajnčan                  | 3.        |
| 11. | Samo Budna     | Sončna hiša    | Samo Budna                              | Feri Lainšček                           | Primož Grašič                   | 2.        |
| 12. | Marko Vozelj   | Tukaj si       | Martin Štibernik                        | Marko Vozelj                            | Patrik Greblo, Martin Štibernik | 1.        |

## Nagrajenci

### Nagrada strokovne žirije za najboljše besedilo
- Maja Pihler Stermecki in Gregor Stermecki za pesem Drobne slike

### Nagrada strokovne žirije za najboljšo interpretacijo
- Anika Horvat

### Nagrada strokovne žirije za mladega perspektivnega avtorja ali izvajalca
- Samo Budna za pesem Sončna hiša

### Velika nagrada občinstva za najboljšo skladbo v celoti
- Tukaj si (glasba: Martin Štibernik, besedilo: Marko Vozelj, aranžma: Patrik Greblo, Martin Štibernik) v izvedbi Marka Vozlja

### Velika nagrada strokovne žirije za najboljšo skladbo v celoti
- Naj traja (glasba: Rudi Bučar, besedilo: Leon Oblak, aranžma: Aleš Avbelj) v izvedbi Rudija Bučarja